# Max von Boehn (General)

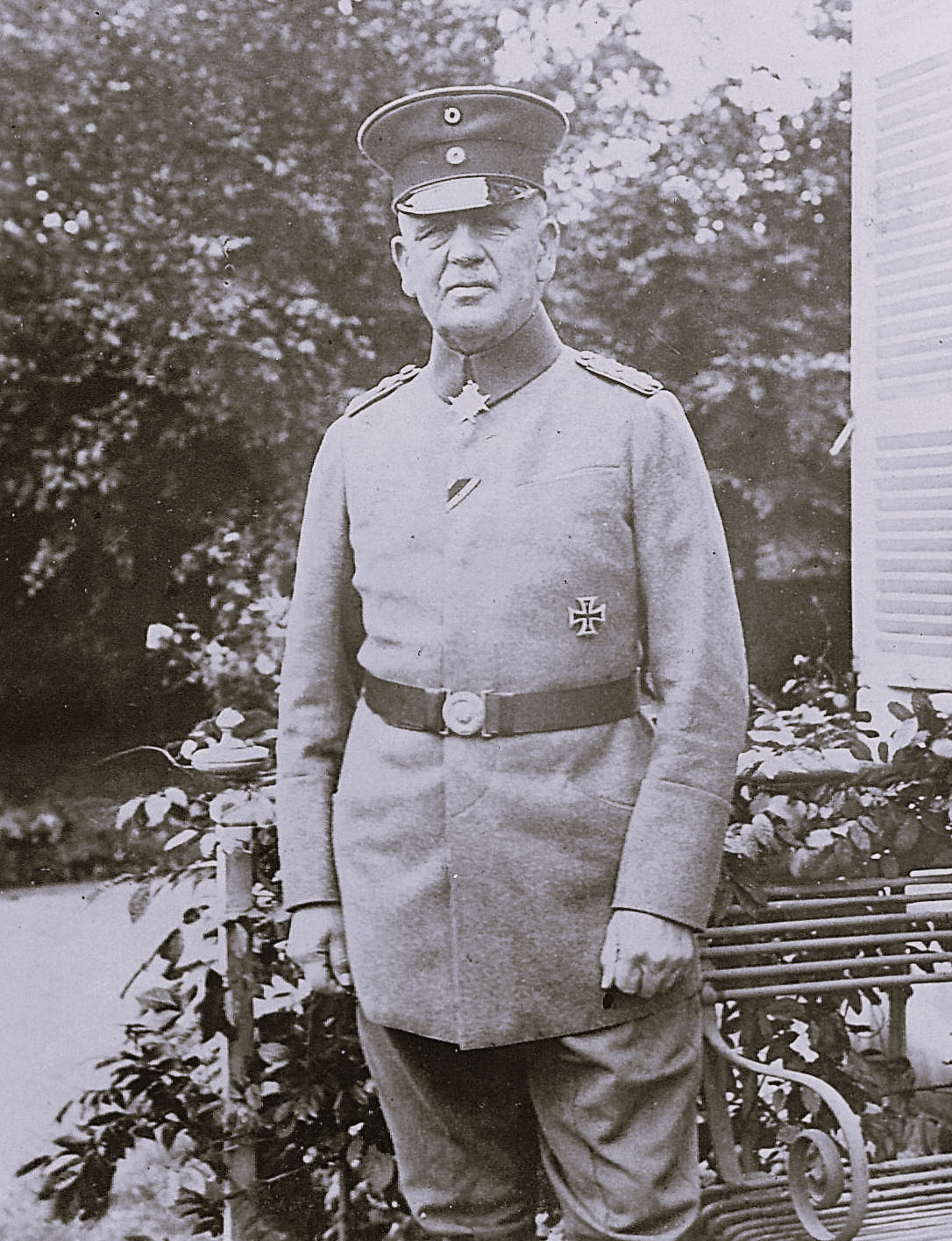
Max von Boehn

Max Ferdinand Karl von Boehn (* 16. August 1850 in Bromberg; † 18. Februar 1921 in Schloss Sommerfeld, Landkreis Crossen) war ein preußischer Generaloberst im Ersten Weltkrieg.

## Leben

### Herkunft
Max entstammte dem pommerschen Adelsgeschlecht von Boehn. Er war der Sohn des späteren preußischen Generalleutnants Julius von Boehn (1820–1893) und dessen Ehefrau Josepha Luise Henriette, geborene Cords (* 17. November 1830 in Mischwitz bei Hohensalza; † 19. August 1883 in Berlin). Sein jüngerer Bruder Hans (1853–1931) schlug ebenfalls eine Militärkarriere ein, brachte es bis zum General der Kavallerie. Der spätere preußischer General der Infanterie und Kommandierende General des VI. Armee-Korps Oktavio von Boehn (1824–1899) war sein Onkel. 

### Militärlaufbahn
Nach dem Besuch der Gymnasien in Thorn, Stolp und Berlin (Königliche Realschule 1. Ordnung) trat Boehn am 6. Dezember 1867 als Dreijährig-Freiwilliger und Fahnenjunker in das 3. Garde-Regiment zu Fuß der Preußischen Armee in Hannover ein. Mit Patent vom 15. Juni wurde er am 7. Juli 1868 zum Portepeefähnrich ernannt und am 9. März 1869 zum Sekondleutnant befördert. Am 4. Februar 1870 folgte seine Versetzung zur 8. Kompanie nach Hamburg in das 2. Hanseatische Infanterie-Regiments Nr. 76. Mit diesem Regiment nahm Boehn 1870/71 während des Krieges gegen Frankreich an den Belagerungen von Metz, Toul und Paris, sowie den Gefechten bei Dreux, Bellême und La Madeleine-Bouvet teil. In der Schlacht bei Loigny wurde er durch einen Schuss in den rechten Arm leicht verwundet und für seine Leistungen mit dem Eisernen Kreuz sowie dem Mecklenburgischen Militärverdienstkreuz II. Klasse ausgezeichnet.
Vom 13. Mai 1872 bis 1. Oktober 1875 war Boehn Adjutant des II. Bataillons und kam dann einen Monat später für zwei Jahre als Adjutant zum Bezirkskommando Hamburg. Hier beim I. Bataillon des 2. Hanseatischen Landwehr-Regiments Nr. 76 verwendet, wurde Boehn zwischenzeitlich am 11. Januar 1876 zum Premierleutnant befördert und als solcher vom 1. August bis zum 16. November 1878 zur Militärschießschule kommandiert. Am 22. März folgte zum 1. April 1881 seine Versetzung in das neuformierte Infanterie-Regiment Nr. 97. Unter Stellung à la suite dieses Regiments war Boehn ab 16. Juni 1881 als Adjutant der 2. Großherzoglich Hessischen (50.) Infanterie-Brigade in Darmstadt tätig. In diesem Kommando verblieb er bis zum 14. Oktober 1882, nachdem er bereits am 22. Juni 1882 à la suite des 4. Garde-Regiments zu Fuß gestellt worden war. Als Hauptmann war Boehn anschließend für sechs Jahre Chef der 12. Kompanie im Kaiser Alexander Garde-Grenadier-Regiment Nr. 1 in Berlin. Er verblieb anschließend in der Hauptstadt, kam als Adjutant zur 1. Garde-Infanterie-Division und erhielt am 2. September 1889 den Charakter als Major. Das Patent zu diesem Dienstgrad hat Boehn kurz darauf am 21. September 1889 erhalten. Ab dem 27. Juli 1890 war er Adjutant beim Generalkommando des Gardekorps, bevor Boehn am 27. Januar 1892 in den Truppendienst zurückkehrte und zum Kommandeur des Füsilier-Bataillons im Kaiser Alexander Garde-Grenadier-Regiment Nr. 1 ernannt wurde.
Als etatmäßiger Stabsoffizier wurde Boehn am 13. Mai 1895 in das 3. Garde-Regiment zu Fuß versetzt und am 18. Juni 1895 zum Oberstleutnant befördert. 1897 kehrte Boehn nach Hamburg zurück, wurde zunächst am 20. Juli mit der Führung des 2. Hanseatischen Infanterie-Regiments Nr. 76 beauftragt und mit seiner Beförderung zum Oberst am 18. November 1897 zum Regimentskommandeur ernannt. Mit der Führung der 9. Infanterie-Brigade in Frankfurt (Oder) wurde er am 18. Mai 1901 beauftragt und mit seiner Beförderung vom 16. Juni zum Generalmajor zum Kommandeur ernannt. Als solcher wurde er im Mai 1904 zu einem Informationskursus der Feldartillerie-Schießschule nach Jüterbog kommandiert. Unter Beförderung zum Generalleutnant wurde Boehn am 22. April 1905 zum Kommandeur der 18. Division in Flensburg ernannt.
Er wurde am 1. September 1909 zum General der Infanterie befördert und trat am 2. Dezember 1909 die Nachfolge von Wilhelm von Uslar als Gouverneur der Festung Ulm an. Der württembergische König Wilhelm II. würdigte seine Verdienste im Juni 1911 mit der Verleihung des Großkreuzes des Friedrichs-Ordens. Unter Stellung à la suite des Infanterie-Regiments „Hamburg“ (2. Hanseatisches) Nr. 76 wurde Boehn am 21. September 1912 von seinem Posten entbunden und mit Pension zur Disposition gestellt. Seinen Ruhestand verlebte er in Naumburg.

#### Erster Weltkrieg

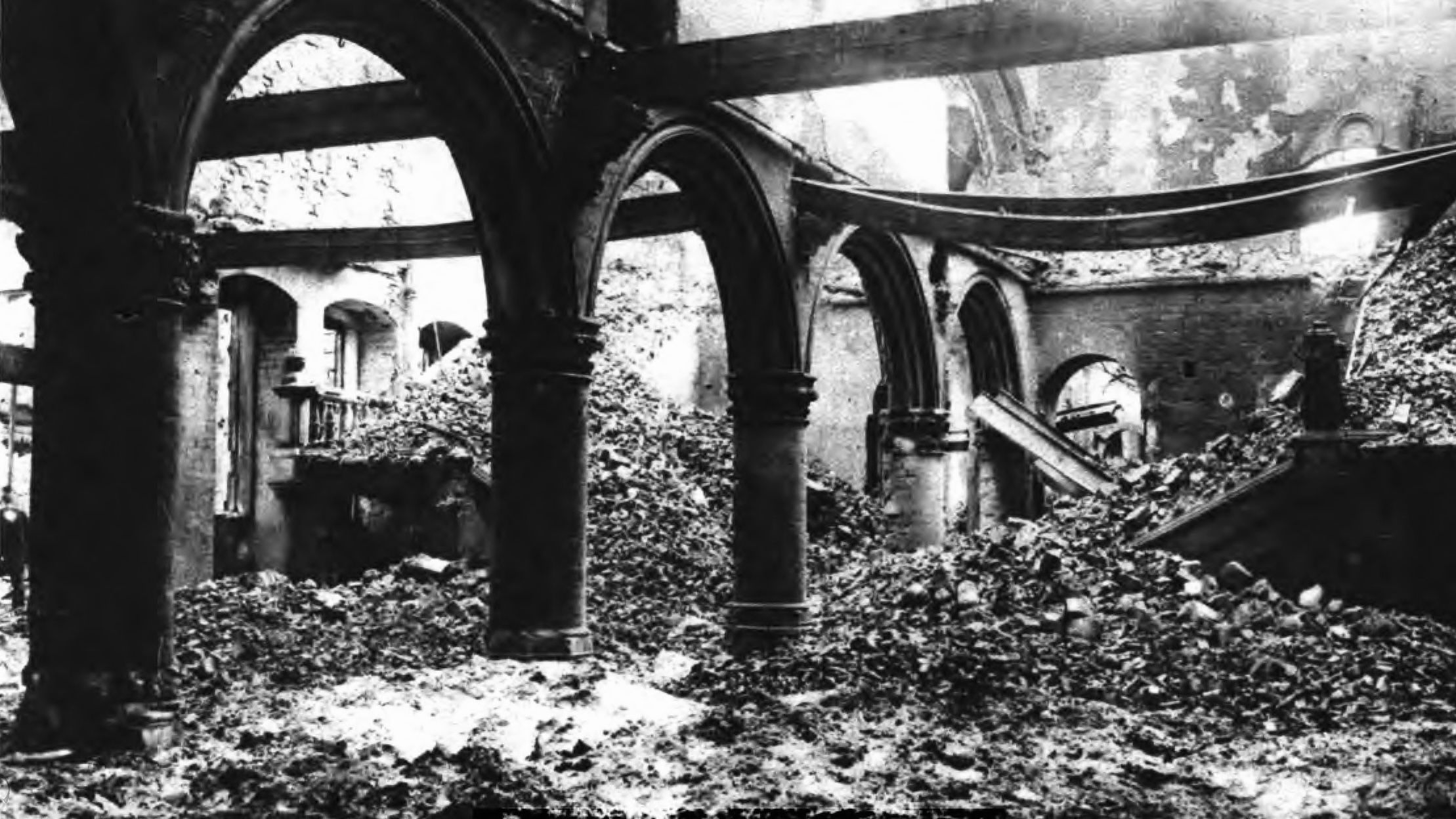
Universitätsbibliothek Löwen, ein halbes Jahr nach der Inbrandsetzung

Mit der Mobilmachung bei Ausbruch des Ersten Weltkriegs wurde Boehn als General der Infanterie z.D. reaktiviert und zum Kommandierenden General des IX. Reserve-Korps ernannt. Als „Nord-Armee“ bezeichnet, oblag ihm in dieser Stellung zunächst bis zum 22. August 1914 der Küstenschutz in Schleswig-Holstein sowie der Schutz des strategisch wichtigen Kaiser-Wilhelm-Kanals vor einer möglichen Invasion. Nachdem sich diese anfänglichen Befürchtungen zerschlagen hatten, wurde das Korps am 23. August nach Belgien abtransportiert. Hier wurde es am 25. August in Löwen in vermeintliche Gefechte verwickelt. Von Boehn war verantwortlich für die Zerstörung Löwens und die Vernichtung der Universitätsbibliothek, was von den Gegnern als Kriegsverbrechen angeprangert wurde.
Daran schlossen sich Kämpfe bei Mechelen und um die Festung Termonde an, bis der Großverband über St. Quentin den bedrängten rechten Heeresflügel zugeführt wurde. Am 14. September erreichte das Korps Noyon und griff in Richtung auf Carlepont an. Im Oktober 1914 stabilisierte sich die Front zwischen Roye und Noyon, es folgten Kämpfe bei Laucourt, Anfang Januar 1915 folgte ein Einsatz in der Schlacht von Soissons.
Ende August bis zum 17. September 1915 fungierte Boehn auch als stellvertretender Oberbefehlshaber der 1. Armee. Nach deren Auflösung war das IX. Reserve-Korps ab dem 17. September der 2. und ab dem 21. Oktober 1915 der 6. Armee unterstellt.
Es folgten Stellungskämpfe in Flandern und im Artois. Dort wurde am 21. Februar 1916, an diesem Tage begann die Schlacht um Verdun, bei Angres die sogenannte „Gießler-Höhe“ erstürmt. Kämpfe bei Givenchy folgten. Der neu gebildeten 1. Armee unterstellt, zog das IX. Reserve-Korps am 19. Juli 1916 in die Schlacht an der Somme. Für die Abwehrerfolge seiner Truppen in den dortigen Kämpfen wurde Boehn am 24. August 1916 der Orden Pour le Mérite verliehen. Vom 25. August an kämpfte das Korps bei der 6. Armee wieder in Flandern und im Artois, bevor sie am 26. September 1916 an die Somme zurückkehrte. Ab 26. Oktober lagen seine Truppen bei der 4. Armee in Stellungskämpfen an der Yser.
Am 2. Februar 1917 wurde Boehn Nachfolger von Hermann von Strantz als Oberbefehlshaber der Armeeabteilung C (zuvor „Strantz“). Unter ihm kämpfte sie auf den Maashöhen, bevor Boehn am 11. März 1917 zum Oberbefehlshaber der 7. Armee ernannt wurde. Unter seiner Führung kam die Armee in der Winterschlacht an der Champagne, den Stellungskämpfen an der Aisne sowie der Doppelschlacht an der Aisne und in der Champagne zum Einsatz. Nach schweren Kämpfen am Chemin des Dames und mehrfach vereitelten Durchbruchsversuchen erhielt Boehn am 20. Mai 1917 das Eichenlaub zum Pour le Mérite. Im weiteren Jahresverlauf war die Armee nördlich der Ailette und im Oktober an der Schlacht bei Malmaison beteiligt.
Boehn beging am 5. Dezember 1917 in Marle sein 50-jähriges Militärdienstjubiläum und sein König würdigte ihn durch die Verleihung des Großkreuzes des Roten Adlerordens mit Eichenlaub und Schwertern.
Zu Beginn der Großen Schlacht in Frankreich wurde Boehn am 22. März 1918 zum Generaloberst befördert. Während der deutschen Offensive drang die Armee nach Westen vor, musste weitere Angriffsbemühungen jedoch am 6. April einstellen. Erst am 27. Mai konnte er wieder offensiv vorgehen, überwand dabei den Chemin des Dames und den Aisne-Marne-Kanal sowie die Aisne und die Vesle. Im weiteren Verlauf gelang dabei die Eroberung der Festungswerke der Nordostfront von Reims. Innerhalb weniger Tage hatten Boehns Verbände Geländegewinne von 60 km Tiefe erzielt, dabei rund 60000 Kriegsgefangene gemacht sowie 830 Geschütze und 2000 MG erbeutet. Für diese Leistungen ernannte ihn Wilhelm II. am 30. Mai 1918 zum Chef des Schleswig-Holsteinischen Infanterie-Regiments Nr. 163. Sechs Tage später begrüßte Boehn sein von der 4. in die 7. Armee verlegtes Regiment in Fressancourt. Außerdem wurde er zum Ritter des Schwarzen Adlerordens geschlagen.
Als der Bewegungs- wieder in einen Stellungskrieg überging, kämpfte seine Armee zwischen der Oise, Aisne und Marne. Eine letzte Angriffsschlacht an der Marne und in der Champagne entwickelte sich zu einer Abwehrschlacht zwischen Soissons und Reims, sowie zwischen Marne und Vesle, an deren Ende die deutschen Truppen auf eine Linie vor der Frühjahrsoffensive zurückgedrängt waren. (Schlacht an der Marne)
Am 6. August 1918 wurde Boehn zum Oberbefehlshaber der gleichnamigen Heeresgruppe ernannt. Sie wurde am 12. August 1918 aus der 2., 9., und 18. Armee zur Verteidigung der Siegfriedstellung im südlichen Artois zwischen Oise und Somme formiert. Es war die letzte ihrer Art in diesem Krieg. Als die Übermacht der Alliierten die Aufgabe der Stellung erzwang, wurde die Heeresgruppe am 8. Oktober wieder aufgelöst und Boehn erhielt auf seinen Wunsch hin am 31. Oktober 1918 wieder den Oberbefehl über die 7. Armee. Nach Kämpfen in der Hunding- und der Antwerpen-Maas-Stellung trat am 11. November 1918 der Waffenstillstand von Compiègne in Kraft.
Boehn räumte daraufhin das bislang besetzte Gebiet und gelangte bis Ende November 1918 mit seinem Armeeoberkommando nach Marburg. Nach der Demobilisierung wurde Boehns Mobilmachungsbestimmung am 18. Januar aufgehoben und er am 27. Januar 1919 verabschiedet.
Nach seiner Verabschiedung lebte er in Charlottenburg. Der dortige „Verein der Offiziere des ehemaligen Kaiser Alexander Garde-Grenadier-Regiments Nr. 1“ ernannte ihn zum Ehrenvorsitzenden. Boehn verstarb 70-jährig auf Schloss Sommerfeld und wurde auf dem Invaliden-Kirchhof beigesetzt. Seine Grabstätte ist, wie die seines Vaters, nicht erhalten.

### Familie
Boehn hatte sich am 25. September 1873 in Groß Rosenburg mit Martha Elsner (* 2. März 1854 in Groß Rosenburg; † in Schloss Sommerfeld) verheiratet. Aus der Ehe gingen vier Kinder hervor:
- Volkhart (* 23. Juni 1874 in Hamburg; † 7. Januar 1937 in Potsdam), deutscher Major
- Wanda (* 14. November 1878 in Schwerin; † 16. November 1971 in Berlin)
- Josepha (* 26. Mai 1883 in Berlin; † 20. September 1946 in Coburg)
- Armgard (* 4. Dezember 1885 in Berlin; † 22. April 1971 in München)

## Boehn-Kaserne
Nach dem Ersten Weltkrieg durch den Friedensvertrag von Versailles bedingte Reduktion des deutschen Heeres hatte zur Folge, dass die Hansestadt Hamburg für fast 15 Jahre entmilitarisiert werden sollte. Die Kasernen dienten nun zumeist sozialen Zwecken. Dies sollte sich 1935 mit der Heeresvermehrung im Dritten Reich ändern. Hamburg wurde schon bald zu einer der Garnisonen im Reich.
Das Gelände der Boehn-Kaserne wurde 1936 in Hamburg-Rahlstedt von verschiedenen Voreigentümern aufgekauft. Die nach dem alten Regimentsführer benannte Kaserne wurde im März 1936 fertiggestellt und vom Infanterieregiment 76 der Wehrmacht bezogen.
An die 76er erinnerten 1994 in Hamburg nur noch das Denkmal am Dammtor, ein Gedenkstein in der Boehn-Kaserne gegenüber dem ehemaligen Stabsgebäude der Panzergrenadierbrigade 17 und ein Bronzerelief am Offiziersheim. Darüber hinaus befand sich im Gebäude ein Relief in Stein, das den Namensgeber der Kaserne abbildet. Die Brigade verließ Hamburg 1993.

## Auszeichnungen
Neben den bereits genannten Orden und Ehrenzeichen erhielt Boehn im Laufe seiner Militärkarriere folgende weitere Auszeichnungen:
- Ehrengroßkreuz des Oldenburgischen Haus- und Verdienstorden des Herzogs Peter Friedrich Ludwig im Oktober 1905
- Kronen-Orden I. Klasse am 17. Januar 1909
- Mecklenburgisches Militärverdienstkreuz I. Klasse am 24. Dezember 1914[12]
- Hanseatenkreuz Lübeck am 2. Januar 1915[13]
- Stern der Komture des Königlichen Hausordens von Hohenzollern mit Schwertern[14]
- Bayerischer Militärverdienstorden I. Klasse mit Schwertern am 22. Februar 1917[15]